# Kszenyija Georgijevna Romanova orosz hercegnő
Kszenyija Georgijevna orosz hercegnő (oroszul: княжна Ксения Георгиевна Романова; Mihailovszkoje, Peterhof mellett, 1903. augusztus 22. [a régi időszámítás szerint augusztus 9.] – Glen Clove, New York, 1965. szeptember 17.) a Romanov-házból származó orosz cári hercegnő, amerikai orosz emigráns, a magát Anasztaszija Nyikolajevna nagyhercegnőnek kiadó Anna Anderson ügyének támogatója.
Georgij Mihajlovics orosz nagyherceg leánya. Az első világháború kitörése Angliában érte, és többé nem tért vissza Oroszországba. Ifj. William Bateman Leeds amerikai milliomossal kötött házassága után egyesült államokbeli emigrációban élt.

## Élete

### Származása és gyermekkora
1903. augusztus 22-én – az Oroszországban akkor érvényben lévő julián naptár szerint augusztus 9-én – született Mihailovszkojéban, nagyapja Peterhof közelében lévő tengerparti birtokán, Georgij Mihajlovics orosz nagyherceg (1863–1919) és Mária görög királyi hercegnő (1876–1940) második gyermekeként. Apja katonaként kezdte pályafutását, lábsérülés miatt azonban le kellett szerelnie; ezután numizmatikusként tevékenykedett. Anyja, I. György görög király leánya, akit Oroszországban „Marija Georgijevna” néven ismertek, anyai ágon maga is a cári családból származott. Kszenyija Georgijevnának egyetlen testvére volt, a nála két évvel és két hónappal idősebb Nyina Georgijevna. A szülők egymás között franciául, míg a hercegnők az apjukkal oroszul, az anyjukkal angolul beszéltek. Agnes Barron de Stoeckl báróné, Marija Georgijevna egyik barátnője memoárjában Kszenyija Georgijevnára úgy emlékezett, mint akit „gyakran hívtak Tommynak, haja világosabb, élénk természetű, törékeny.”
A cári család gyermekei hagyományosan nagyhercegi címet viseltek, azonban 1885 januárjában a dinasztia tagjainak rohamos szaporodása miatt III. Sándor orosz cár úgy rendelkezett, hogy a nagyhercegi rang ezentúl a mindenkori cár gyermekeit és unokáit illeti meg, az ennél távolabbi rokonok csupán a „császári vérből származó herceg” (oroszul: князь / княжна императорской крови, knyaz / knyazsna imperatorszkoj krovi) rangjára – és csökkentett apanázsra – jogosultak. Mivel I. Miklós orosz cár személyében csak a dédapjuk, nem pedig a nagyapjuk volt uralkodó, Nyina és Kszenyija Georgijevna a cári hercegnői címet viselték a nagyhercegnői helyett. Születésüket huszonegy ágyúlövéssel ünnepelték. Nővéréhez hasonlóan Kszenyija Georgijevnát is Mihailovszkojéban keresztelték meg; keresztapjai II. Miklós öccse, Mihail Alekszandrovics nagyherceg, anyai nagybátyja, Konstantin görög herceg és anyja keresztapja, Alekszej Alekszandrovics nagyherceg; keresztanyjai Alekszandra Fjodorovna cárné, anyai nagyanyja, Olga görög királyné, apai nagynénje, Kszenyija Alekszandrovna nagyhercegnő és Viktória brit királyi hercegnő voltak.
Georgij Mihajlovics és családja eleinte a nagyherceg apjának, Mihail Nyikolajevicsnek a palotáiban éltek; 1906-tól főként a szűk család számára a krími tengerparton épített Haraksz villában időztek. A palota közel volt más családtagok nyaralóihoz – Nyina és Kszenyija Georgijevna különösen apai unokatestvéreikkel, Alekszandr Mihajlovics nagyherceg gyermekeivel játszottak sokat. A szülők kapcsolata idővel elhidegült; Marija Georgijevna a gyermekei egészségére hivatkozva mind kevesebbet időzött Oroszországban. 1914-ben, az első világháború kitörésekor anyjával és testvérével az Egyesült Királyságban tartózkodott azon az ürügyön, hogy Kszenyija Georgijevnának harrogate-i gyógykezelésre van szüksége. Marija Georgijevna úgy döntött, nem tér vissza Oroszországba, ehelyett Harrogate-ben katonai kórházat nyitott, és nővérként ápolta a sebesült katonákat. Leányai maguk is segítettek a sebesültek körüli teendők ellátásában: Kszenyija Georgijevna túl fiatal volt ahhoz, hogy ápolónő lehessen, de rendszeresen látogatta a katonákat, virágot vitt nekik, társalgott velük és szórakoztatta őket.
Az 1917-es oroszországi forradalmak és a bolsevikok hatalomra kerülése után a cári család tagjait üldözték; Kszenyija Georgijevna édesapját, Georgij Mihajlovicsot több unokatestvérével együtt elfogták, börtönbe vetették, majd 1919. január 30-án kivégezték.

### Házasságai, gyermeke
Gyermekként ismerkedett meg ifjabb William Bateman Leeds (1902–1971) amerikai örökössel, akinek apja, id. William Bateman Leeds a „bádogkirály” néven ismert milliomos üzletember és vállalkozó, anyja Nancy Stewart volt. Id. Bateman Leeds 1908-ban meghalt; Nancy Stewart pedig hatévnyi jegyesség után, 1920-ban feleségül ment Kszenyija Georgijevna anyai nagybátyjához, Kristóf görög királyi herceghez. A fiatalok ennek révén kerültek ismertségbe egymással. Leeds és Kszenyija Georgijevna 1921-ben eljegyezték egymást – a vőlegény tizennyolc, a menyasszony tizenhat éves volt. Családjuk nem támogatta a kapcsolatot: „külön-külön, teljes egyetértésben, mindnyájan biztattuk őket, de ekkor még túlságosan fiatalok voltak ahhoz is, hogy egyáltalán gondoljanak a házasságra. Egyszerűen félreseperték az ellenvetéseinket, és azzal fenyegetőztek, hogy megszöknek, illetve, hogy esküvő nélkül kelnek egybe.” Unokaöccse, David Chavchavadze visszaemlékezése szerint Kszenyija Georgijevna azért igyekezett mihamarabb férjhez menni, mert így akart szabadulni anyja szigorú, rideg nevelése és felügyelete alól, és mert nem kedvelte leendő mostohaapját, Periklész Ioannidészt.
A pár 1921. október 9-én esküdött meg Párizsban. Az október 8-i polgári szertartáson kívül másnap két egyházi esküvőt tartottak, az egyiket a Szentháromság amerikai episzkopális székesegyházban, a másikat az orosz ortodox templomban. A menyasszony hosszú uszályos fehér brokátruhát viselt. Tanúik a vőlegény mostohaapja, Kristóf görög herceg és a menyasszony unokatestvére, Dmitrij Pavlovics nagyherceg voltak. Az ünnepi fogadásra a Ritz Szállóban került sor; majd a pár angliai nászútra indult.
A házasságból egyetlen leány született:
- Nancy Helen Marie Leeds (1925. február 24. – 2006. június 7.), férje ifjabb Edward Judson Wynkoop.[19]

Leedsék New Yorkban telepedtek le, a manhattani körökben Kszenyija Georgijevna az asszonynevén, Mrs. William B. Leedsként volt ismert. Oyster Bayen 54 angol holdas, Kenwood nevű birtokuk volt. Az állatbarát Kszenyija Georgijevna körülbelül 100 háziállatot tartott, köztük nagyobb testű kutyákkal és lovakkal. Sok időt töltöttek a hajózásért és repülését lelkesedő férj jachtjain. Leeds többször került életveszélyes helyzetbe, nemegyszer balesetet szenvedett a hajó- és repülőutakon, s volt, hogy vele tartó feleségét is belesodorta a kockázatos szituációkba. A házaspár kapcsolata egy évtizeden belül megromlott, amiben közrejátszott eltérő személyiségük: Leeds folyton úton akart lenni, Kszenyija Georgijevna ellenben szeretett otthon maradni. A házasság szétesését gyorsította Anna Anderson befogadása: a nő labilis idegállapota, kiszámíthatatlan hangulatingazodásai és lobbanékonysága nagy feszültséget keltett Kszenyija Georgijevna és az Anderson viselkedését kevésbé toleráló Leeds között. Válásukat 1930. február 1-jén mondták ki a Long Island-i Huntingtonban. A hercegnő kapta leányuk felügyeletét, megmaradt özvegyi joga a Leeds-vagyon egy részére, és az övé lett az Oyster Bay-i rezidencia; tartásdíjat azonban nem kért. Volt férje 1936-ban újranősült, második felesége Olive Hamilton telefonos kisasszony.
Válását követően Kszenyija Georgijevna leányával előbb Syossetbe, majd Glen Clove-ba, az Edgehill Roadra költözött, legtöbb idejét a gyermeknevelésnek szentelte. Már 1936-ban megismerkedett Herman Juddal (1911–1987), egy helybéli lovásszal, de csak leánya nagykorúvá válása után kezdett vele kapcsolatot. A férfi haditengerészként szolgált a második világháborúban; hazatérése után, 1946. augusztus 10-én házasodtak össze Glen Clove-ban; a szertartást a helyi evangélikus lelkész celebrálta, és csak a szűk család – Kszenyija Georgijevna leánya és veje, valamint a vőlegény apja és anyja – vett rajta részt. A frigy gyermektelen maradt. Kszenyija Georgijevna haláláig visszavonultan élt második férjével.

### Az Anna Anderson-ügy
A cári rendszer megdöntése és a bolsevik hatalomátvétel után, 1918 júliusában a vörösök Jekatyerinburgban meggyilkolták II. Miklós orosz cárt, a feleségét, fiát, valamint négy leányát és a család személyzetét. A szovjet kormányzat eleinte csak a cár halálát közölte tényként, a cárné és a gyermekek sorsát illetően sokáig szándékosan dezinformálta a publikumot. E bizonytalanság táptalaja volt a cári gyermekek túléléséről szóló mesés történeteknek: az 1920-as évektől fogva több személy azzal állt a nyilvánosság elé, hogy ő az utolsó cár egyik vagy másik gyermeke. Az egyik leghíresebb imposztor, Anna Anderson 1921–22 folyamán bukkant fel Németországban, s magát a legfiatalabb nagyhercegnőnek, Anasztaszija Nyikolajevnának mondta, aki beszámolója szerint az egyik őr, egy bizonyos „Alekszandr Csajkovszkij” segítségével szökött meg előbb Jekatyerinburgból, majd később Oroszországból. Ügyével eleinte a német császári család foglalkozott – II. Vilmos német császár egyik fiának Irén hessen–darmstadti hercegnő, a cárné nővére, Anasztaszija Nyikolajevna anyai nagynénje volt a felesége, s Anna Anderson először őt kereste fel igényével. Ezután a cári família életben maradt tagjai és személyzete közül is voltak, akik személyesen találkoztak Andersonnal. A legtöbbet a cár fiatalabbik húgának, Olga Alekszandrovna nagyhercegnőnek, valamint a cári gyermekek franciatanárának, Pierre Gilliardnak a véleménye nyomott a latban – mindketten tagadták Anderson azonosságát Anasztaszija Nyikolajevnánal.

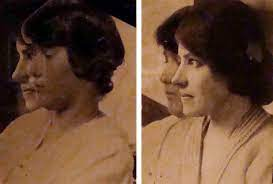
Pierre Gilliard készítette montázs Anasztaszija Nyikolajevna és Anna Anderson profiljáról

Kszenyija Georgijevna 1927 második felében folyt bele Anna Anderson ügyébe, miután érdeklődését felkeltették Gleb Botkinnak, a cári család Jekatyerinburgban meggyilkolt orvosa fiának Andersont támogató cikkei. Egy Botkinnal folytatott beszélgetés hatására a hercegnő meghívta Andersont az Oyster Bay-i rezidenciára, ahol Anderson hat hónapot töltött. Ez időszakban Anderson valamennyi költségét, az amerikai utazást is beleértve, Kszenyija Georgijevna állta. 1928 januárjára megtörténtek a szükséges előkészületek; a hercegnő ekkor leánya skót dajkáját, Agnes Gallaghert küldte Andersonért Európába. A két nő hajója február 9-én kötött ki New Yorkban; Kszenyija Georgijevna ekkor férjével vakációzött a Karibi-térségben, ahonnét csak február végén tért vissza.
1959-ben, az Anderson-ügyben folyó perben tett tanúvallomásában Kszenyija Georgijevna azt mondta, azért invitálta meg Andersont, mert „úgy éreztem, ha eltávolíttatik ama kétes szándékú emberek közül, akiket azzal vádoltak, hogy emlékeket és tényeket sugalmaztak neki, akkor tiszta képet kaphatok személyiségéről és kilétéről. Amennyiben tényleg imposztor, családomat sok kellemetlenségtől kímélném meg; ha pedig valóban Anasztaszija, akkor elgondolni is szörnyű, hogy semmit sem tettünk érte.” Az elkövetkező öt hónap alatt Kszenyija Georgijevna „inkább a családi, különösen az anyai ághoz való hasonlóság intuitív benyomása”, semmint a fizikai megjelenés alapján azt a következtetést vonta le, hogy Anderson az unokahúga. A nő kérésére Nyina Georgijevnán kívül más rokonok nem kerültek vele érintkezésbe Kenwoodban; még Kszenyija Georgijevna nagybátyja, Kristóf görög herceg sem látogathatta meg, pedig a herceg egyike volt azoknak, akik 1916-ban a tágabb családi körből utolsóként találkoztak a cár gyermekivel. Húgával ellentétben Nyina Georgijevna csalónak tartotta Andersont. A többi Romanov sem osztotta Kszenyija Georgijevna ítéletét: „Kszenyija felelőtlen állítását valahogy cáfolni kellene. Tudjuk, hogy 1914-ben, tízévesen elhagyta Oroszországot; azt is tudom, hogy Nyina és Kszenyija nem találkoztak Miki bácsi [II. Miklós cár] családjával túl gyakran, és amikor ezek a találkozások történek, akkor még nagyon fiatalok voltak.” A cári unokatestvérek utoljára 1914 tavaszán találkoztak a Krímben, mikor Anasztaszija Nyikolajevna tizenkettő, Kszenyija Georgijevna pedig tízéves volt.
Anderson kenwoodi tartózkodását veszekedések kísérték egyrészt Kszenyija Georgijevna és a férje, másrészt a hercegnő, Anderson és Gleb Botkin között. Utóbbi arra biztatta Andersont, hogy próbálja megszerezni a II. Miklós után maradt állítólagos vagyont, de Kszenyija Georgijevna ezt Anderson kihasználásának tartotta, és azzal vádolta Botkint, hogy megszegte a nyilvánosságtól való elzárkózásra tett ígéretét. Kristóf görög herceg memoárjában azt írta: „[Anna Anderson] az unokahúgommal maradt, … aki a legnagyobb kedvességet tanúsította irányába. Később Kszenyija nagyhercegnővel, az utolsó cár nővérével való bánásmódja miatt [Anderson] vitába keveredett William Leeds-cel, aki kiutasította őt a házból”. Anderson 1928. augusztus 8-án hagyta ott házigazdáját. Elmenetele után Kszenyija Georgijevna egyik bizalmas barátnőjének bevallotta, hogy szerinte Anderson „nem normális”; ám töretlenül kitartott amellett, hogy Anderson azonos Anasztaszija Nyikolajevnával; az 1959-es perben is ezt vallotta.
A cári család öt tagjának, köztük Anasztaszija Nyikolajevnának maradványait 1991-ben találták meg Jekatyerinburg mellett és azonosították DNS-vizsgálat segítségével. Anderson DNS-e nem mutatott rokonságot sem a Romanovoktól, sem az ő azonosításukhoz használt, Fülöp edinburgh-i hercegtől származó DNS-sel; 100%-os rokonsági valószínűséget eredményezett viszont egy Karl Maucher nevű német gazda DNS-ével. Maucher annak a Franziska Schanzkowskának volt az unokaöccse, akit a család által az 1920-as években felfogadott magánnyomozók Anderson eredeti, valós kilétének mondtak.

### Halála és emlékezete
1965. szeptember 17-én hunyt el Glen Clove-i otthonában, hatvankét éves korában. Maradványai a helyi Szent Pál episzkopális templom temetőjében nyugszanak. Kszenyija Georgijevna „Alfonzo” nevű, vörös angóragyapjúból készült és fehér szegélyű narancsszín kozák ruhát viselő plüssmackója, melyet édesapjától kapott 1908-ban egyedi megrendelésre, egyike a világ legdrágább játékmackóinak; a hercegnő leánya 1989-ben közel 16 000 dollárért adta el.